# Melih Mahmutoğlu
Melih Mahmutoğlu (Istambul, 12 de maio de 1990) é um basquetebolista profissional turco que atualmente defende o Fenerbahçe Istambul. O atleta que atua na posição Armador possui 1,91m de altura e pesa 85kg. 